# Johann V. (Sponheim-Starkenburg)
Johann V. von Sponheim (* um 1359; † 24. Oktober 1437), der letzte seines Stammes, regierte als Graf seit 1414 als Erbe seines Vaters Johann IV. von Sponheim-Starkenburg die hintere Grafschaft Sponheim und seit 1417 für 20 Jahre (1417–1437) die wiedervereinigte Grafschaft Sponheim.

## Leben
Johann V. heiratete 1415 in vorgerücktem Alter Walpurg von Leiningen-Rixingen. Johann wird als sonderbar bezeichnet. Er widmete sich der schwarzen Kunst und investierte hohe Summen in zwielichtige Projekte, ließ jedoch auch durch seinen Leibarzt Hesse, genannt Jude von Salms (auch Jude von Solms; * um 1360), medizinische Texte übersetzen und verfassen. Seine Regierungszeit wurde durch die Last der Verantwortung zum Erhalt der Dynastie überschattet. Als die Ehe kinderlos blieb, trat die Regelung der Erbfolge in den Vordergrund. 1416 hatte Gräfin Elisabeth von Sponheim-Kreuznach, die letzte Gräfin der vorderen Grafschaft, 1/5 an bestimmten Ämtern der vorderen Grafschaft ihrem Schwager Kurfürst Ludwig III. von der Pfalz vermacht, das so genannte kurpfälzische Erbfünftel. Die übrigen 4/5 und die von dieser Überschreibung nicht betroffenen Teile der Grafschaft erbte Johann V. als Agnat. Somit war die Grafschaft Sponheim nach ca. 200 Jahren wieder vereint. Die Übernahme des Erbes und der Umgang mit den potenziellen Erben führten zu wiederholten Auseinandersetzungen und Wirren.
1421 nahm Johann V. am Hussitenkrieg teil. Er beauftragte für die Zeit seiner Abwesenheit den Ritter Reinhard von Remchingen mit der Verwaltung der Grafschaft und gegebenenfalls der Vollstreckung seines Testaments.
Johanns Erben waren die Nachkommen der beiden Schwestern seines Vaters Johann IV. von Sponheim-Starkenburg, Mechtild und Loretta, die Markgraf Rudolf VI. von Baden bzw. Graf Heinrich III. von Veldenz geheiratet hatten. Johann verkaufte und verpfändete Teile der Grafschaft und begünstigte den Markgrafen von Baden, wobei er die Ansprüche von Veldenz anfangs völlig überging. Die gespannte Situation wurde erst durch die Vermittlung von Pfalzgraf Stefan im sogenannten Beinheimer Entscheid 1425 vertraglich beigelegt. Darin wurde bestimmt, dass die Grafschaft in ungeteilter Gemeinschaft je zur Hälfte an Baden und Veldenz gelangen sollte. Das Wappen der vorderen Grafschaft durfte von Veldenz übernommen werden, das Wappen der hinteren Grafschaft von Baden. 1437 starb Johann und wurde in Trarbach bestattet.

## Erben
Das kurpfälzische Erbfünftel der vorderen Grafschaft verblieb bei Kurpfalz. Die restliche Grafschaft Sponheim fiel an die Markgrafen von Baden und die Grafen von Veldenz.